# 大明塔

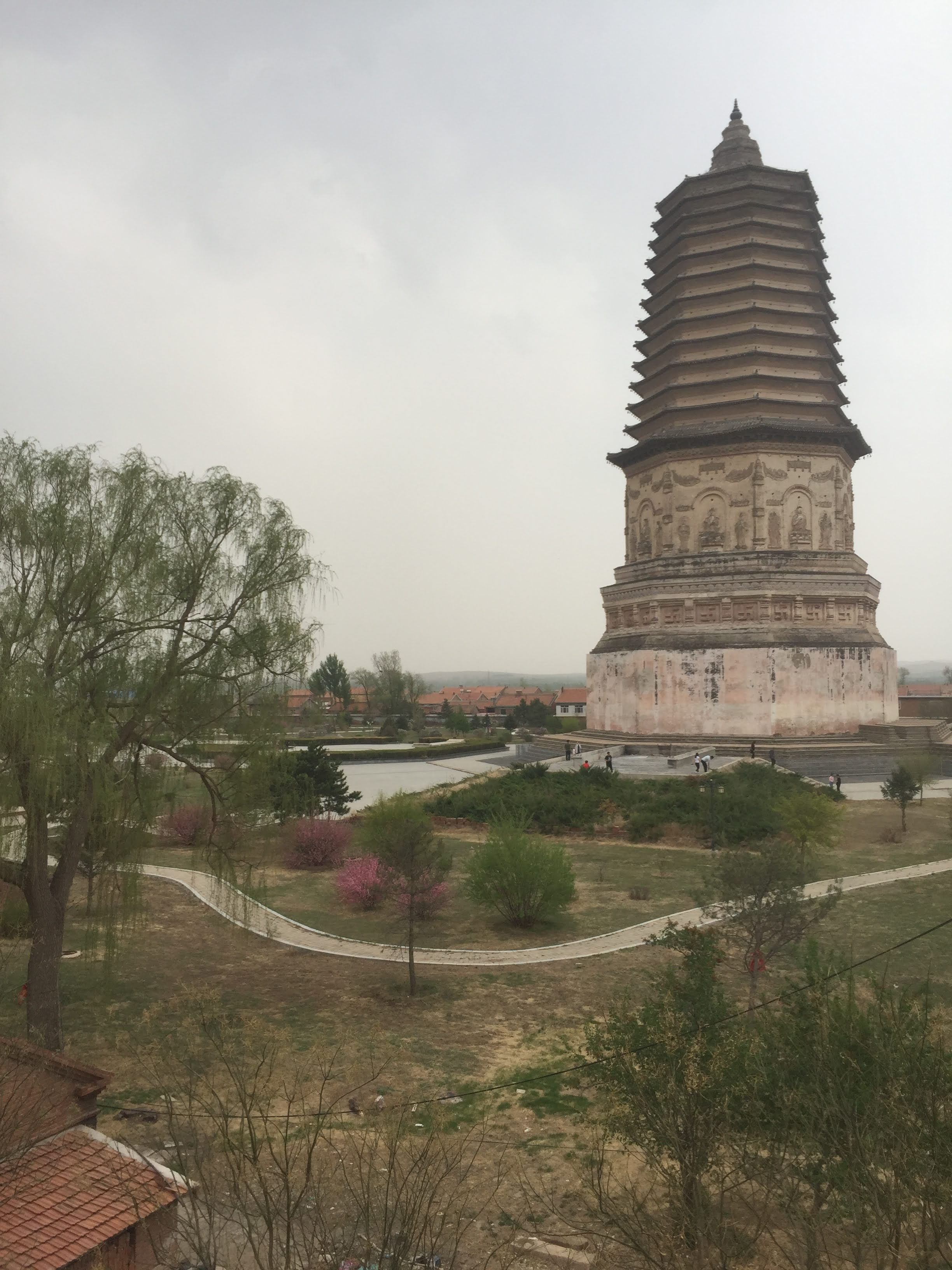
辽中京大明塔

大明塔是内蒙古自治区赤峰市宁城县辽中京遗址内的一座塔，位于辽中京城的外城南部。为八角十三层砖砌密檐式，通高81.14米，为国内现存第二高塔，仅次于河北省定州市料敌塔。塔座下部为阶级式，上部砌有仰莲瓣。